# Болезнь Ауески
Болезнь Ауески (лат. Morbus Aujeszky англ.  Pseudorabies, Aujeszky’s Disease), псевдобешенство, инфекционный бульбарный паралич, инфекционный менингоэнцефалит — остро протекающая болезнь многих видов домашних и диких животных, проявляющаяся расстройством ЦНС, сильным зудом и расчёсами (у всех животных, кроме свиней и пушных зверей). У свиней болезнь обычно протекает в виде лихорадки, а у молодняка сопровождается судорогами, параличами, гибелью животных. Возбудителем заболевания является герпесвирус Suid herpesvirus 1.
К болезни восприимчив человек. В литературе имеются сообщения о заболевании людей с симптомами зуда и лихорадки.

## Возбудитель болезни
ДНК-содержащий вирус Suid herpesvirus 1 (SuHV-1), иммунологически близкий к возбудителю герпеса. Имеет сферическую форму. Малоустойчив к нагреванию во влажной среде и при температуре 80-100 градусов Цельсия разрушается уже через несколько минут.
Выращивать вирус удаётся в культурах ткани и развивающихся куриных эмбрионах.

## Историческая справка, распространение, степень опасности и ущерб
Впервые о болезни Ауески как о самостоятельной нозологической единице сообщил в Венгрии Аладар Ауески (1902). Открытие Ауески было подтверждено другими венгерскими учёными — Ф. Гутирой и Й. Мареком, которые описали болезнь у собак и кошек. В 1938 году на Международном ветеринарном конгрессе было принято решение назвать болезнь в честь её первооткрывателя. В России впервые болезнь была описана у крупного рогатого скота (1909—1911), а затем у овец (1915).
В настоящее время болезнь Ауески встречается во всех частях света. В России широкого распространения не получила, но регистрируется повсеместно. Экономический ущерб складывается из прямого убытка от гибели животных, вынужденного убоя, выбраковки туш, снижения живой массы больных животных, абортов, а также из огромных затрат на обеззараживание кожи, мяса, лечение, профилактическую вакцинацию, вынужденную дезинфекцию, выполнение карантинных мероприятий.

## Эпизоотология
В естественных условиях вирус болезни Ауески поражает крупный рогатый скот, оленей, овец, свиней, лошадей, кошек, собак, лисиц, норок, волков, медведей, ежей, грызунов, птиц и т. д., однако чувствительность к нему животных разных видов неодинакова. Из домашних животных наиболее восприимчивы свиньи (поросята и супоросные свиноматки), крупный и мелкий рогатый скот, собаки и кошки (чаще щенята и котята). Болезнь протекает у них в тяжёлой форме и почти всегда завершается гибелью. Лошади, ослы, мулы восприимчивы в меньшей степени. Из пушных зверей чаще болеют норки (при поедании инфицированного мясного корма).
Источником возбудителя служат больные животные и вирусоносители, фактором передачи — молоко (особенно у свиней).
Вирусоносителями могут быть свиньи (до 140 дней, установлены случаи вирусоносительства до 6 мес), а также крысы (до 130 дней). С возрастом животных длительность вирусоносительства увеличивается.
В естественных условиях животные заражаются преимущественно алиментарно. Среди грызунов инфекция распространяется в результате каннибализма. Контактное заражение через повреждённую кожу отмечено при стойловом содержании.
В свиноводческих хозяйствах болезнь быстро распространяется — за 8-10 дней охватывает 60-80 %, иногда до 100 % поголовья. Эпизоотия по времени продолжительная. У пушных зверей эпизоотия более кратковременная, связана с поступлением инфицированного корма. У крупного рогатого скота и овец отмечают спорадические случаи болезни, хотя у последних она может протекать в виде эпизоотии. У грызунов эпизоотия достаточно продолжительная. В период эпизоотии у свиней крысы с фермы уходят. Нередко гибель грызунов, собак, кошек предшествует появлению болезни Ауески среди сельскохозяйственных животных.
Для болезни характерна стационарность — животные болеют на протяжении нескольких лет. Сезонность не выражена, но заболевание чаще встречается весной и осенью.

## Патогенез
Развитие болезни Ауески имеет некоторые особенности в зависимости от вида и возраста животного, степени поражения ЦНС, путей проникновения, длительности вирусемии — первой стадии развития болезни. Размножаясь в крови, вирус оказывает действие на клетки стенок кровеносных сосудов, обусловливая в конечном итоге явления отёка и геморрагического диатеза в разных органах и особенно в головном мозге. Это сопровождается появлением нестерпимого зуда у животных большинства видов.
У свиней, напротив, изменения чаще локализуются в лёгких и брюшной полости и реже — в ЦНС, это связано с тем, что вирус редко проникает через гематоэнцефалический барьер. Именно поэтому у взрослых свиней клинические симптомы, свидетельствующие о тяжёлом поражении нервной системы, как правило, отсутствуют, так же как и зуд.

## Течение и клиническое проявление
Инкубационный период болезни длится от 2 до 20 дней. Для крупного рогатого скота характерны утрата аппетита, атония преджелудков, снижение удоя, повышение температуры тела до 40,9-41,9 °C в течение 2-3 первых дней болезни.
Отмечают зуд в области глаз, губ, конечностей, корня хвоста. Животное непрерывно лижет зудящие места, трётся об окружающие предметы. Шёрстный покров на этих местах выпадает. Регистрируют кашель, слезотечение, слизистые истечения из носа, выпадение третьего века, судороги мышц в области живота и шеи, возбуждение. Животное испугано, мычит, рвётся с привязи, бросается на стены, изгороди, натыкаясь на них. Иногда падает, бьётся, после чего наступают оцепенение, угнетение, судороги. Агрессивность не выражена. Позывы к мочеиспусканию болезненные, отмечается жажда, но паралич не позволяет больному животному пить. Гибель наступает через 72-84 ч. Выздоровление отмечают редко.
У овец, коз болезнь протекает в тяжёлой форме. Температура тела поднимается до 39…39,7 °C. Пропадает аппетит, прекращается жвачка, повышается рефлекторная возбудимость, появляются судороги. Позднее развиваются мучительный зуд, слюнотечение, отёк лицевой части головы, которая увеличивается в объёме в 2 раза. Сильно выражено буйство. Болезнь длится до 72-80 ч; ягнята погибают раньше — через 24-48 часов.
У взрослых свиней течение болезни лёгкое, зуда нет, исход благоприятный. Поросята 1-10-дневного возраста не способны сосать, нежизнеспособны и погибают в течение 1 суток. У поросят, заразившихся в возрасте от 2 нед до 3-4 мес, заболевание протекает с признаками поражения нервной системы. Сначала животные начинают зевать, становятся сонливыми, неподвижными. Затем внезапно проявляются несогласованность движений, паралич глотки, возбуждение или угнетение.
У свиней наблюдают две формы болезни. Эпилептическая форма — стремление вперёд, упор лбом в стену. Неадекватная реакция на свет, прогиб в спине. Приступы возобновляются при шуме или окрике животного. Припадки повторяются каждые 10-20 мин. Свиньи принимают позу «сидячей собаки», затем следует новый припадок. Характерны судороги, параличи губ, ушей, глаз, мышц тела. При оглуомоподобной форме преобладает угнетение, животные часами стоят неподвижно, неестественно расставив ноги, походка шаткая, шея искривлена, отмечают обильную саливацию, отёк лёгких, пульс учащается до 140…150 ударов в минуту. Гибель наступает через 24…48 ч или в течение 14 дней.
У лисиц и песцов болезнь характеризуется массовостью и поголовной гибелью. Заболевание проявляется угнетением, сменяющимся возбуждением. Зверьки пищат, походка у них шаткая, медленная, голова подёргивается, развиваются параличи, гибель наступает через 1-2сут. Выздоровление наблюдается редко. У песцов отмечают рвоту, беспокойство, расчёсы с образованием глубоких ран (вплоть до костей), диарею, апатию. Гибель наступает через 1-8 ч.

## Патологоанатомические признаки
У крупного и мелкого рогатого скота, собак и животных других видов постоянный признак заболевания — расчёсы на коже. Другие изменения слабо выражены.
У свиней находят катаральную бронхопневмонию, кровоизлияния в слизистых оболочках верхних дыхательных путей, под плеврой, эпикарде, конъюнктивит, отёк век. Постоянным признаком является кровенаполнение сосудов мозговых оболочек, иногда с кровоизлияниями.

## Диагностика и дифференциальная диагностика
Диагностика болезни Ауески основана на данных эпизоотологического, клинического, патолого-анатомического и биологического методов исследования.
К числу характерных признаков относят внезапность появления больных, массовое поражение, быстрое распространение инфекции, поражение в основном молодняка (при этом смертность достигает 95-100 %) в любое время года, специфические клинические признаки (зуд, расчёсы, судороги и др.).
Предварительный диагноз подтверждается биопробой на котятах или кроликах. В случае присутствия вируса в патологическом материале у животных появляются клинические признаки (расчёсы, зуд) и через 48 часов наступает смерть.
При дифференциальной диагностике необходимо учитывать бешенство, листериоз, чуму пушных зверей, инфекционный энцефаломиелит лисиц, чуму и сальмонеллёз свиней. 
У свиней следует также исключить отравление поваренной солью, паратиф и авитаминозы.

## Иммунитет, специфическая профилактика
При переболевании болезнью Ауески формируется напряжённый иммунитет сроком на 1-3 года. Кроме специфических антител в иммунитете большую роль играют неспецифические белковые вещества — ингибиторы и интерферон. Пассивный (колостральный) иммунитет обусловлен передачей материнских антител с молозивом.
Сухая культуральная вирус-вакцина ВГНКИ против болезни Ауески свиней, крупного рогатого скота и овец, применяемая в настоящее время, создаёт в организме животного иммунитет продолжительностью 18 мес. Сухая живая вакцина из штамма Бук-622 создаёт иммунитет продолжительностью 10 мес.

## Профилактика
Основой профилактики является соблюдение ветеринарно-санитарных мероприятий при комплектовании стада, разведении, содержании, кормлении животных всех видов. Не следует допускать скармливания кормов, загрязнённых испражнениями грызунов, и сборных пищевых отходов, не подвергшихся термической обработке.
Профилактические меры должны предусматривать предупреждение заноса инфекции извне. Особую осторожность нужно соблюдать при ввозе в хозяйство животных из племенных хозяйств, где ранее регистрировалась болезнь. В таких племхозах свиней можно покупать не ранее чем через 1 год после снятия карантина, несколько менее продолжительный ограничительный период для хозяйств звероводческих и специализированных на разведении племенного крупного рогатого скота. В противном случае возможен завоз вирусоносителей, которые опасны как источник возбудителя болезни Ауески. Фактором передачи могут служить люди, поэтому следует запретить посещение ферм посторонними лицами.
В комплекс профилактических мер так же входит систематическое проведение — дезинфекции, дезинсекции и дератизации и отлов диких и бродячих животных

## Лечение
Методы лечения пока разработаны недостаточно хорошо. Ранее использовали гипериммунную сыворотку против болезни Ауески и специфический гамма-глобулин. Для укрепления общей реактивности организма животного применяют протеинотерапию — вводят нормальную цитрированную кровь лошадей, свиней, сыворотку крови, неспецифические сыворотки.
Для уменьшения опасности осложнений, препятствия развития условно-патогенной микрофлоры, особенно в органах дыхания, показано применение пенициллина, стрептомицина, биомицина. Благоприятное влияние оказывают витамины А и D, бромид натрия и калия, мединал.

## Меры борьбы
При установлении диагноза хозяйство объявляют неблагополучным и накладывают карантин. Больных и подозрительных по заболеванию животных лечат. Клинически здоровых вакцинируют. Свиней, переболевших болезнью Ауески, откармливают и сдают на убой. Периодически проводят дезинфекцию, дератизацию, отлов бродячих животных, биотермическое обеззараживание навоза.
Карантин в животноводческих хозяйствах снимают через 30 дней, в зверхозяйствах — через 15 дней после ликвидации болезни и проведения заключительных ветеринарно-санитарных мероприятий

## Заражение и течение болезни у человека
Человек заражается вирусом при оказании лечебной помощи животным или при вскрытии трупов. У больных отмечается слабость, покраснение кожи в местах внедрения вируса, ощущение мучительного зуда. Продолжительность болезни от нескольких часов до 5-6 дней. Исход - выздоровление. Предупреждение заражения достигается соблюдением мер личной профилактики.